# Wally Harris
Wallace Norman »Wally« Harris, angleški nogometaš, * 22. februar 1900, Birmingham, Anglija, Združeno kraljestvo, † 7. september 1933, Davos, Švica.
Harris je igral na položaju zunanjega desnega igralca za Birmingham in Walsall v ligi The Football League v 20. letih 20. stoletja. Iz Birminghama je odšel zaradi zdravstvenih problemov, kmalu zatem se je upokojil in umrl v sanatoriju v Davosu, Švica, pri starosti 33 let.